# Il sosia (film)
Il sosia (Grosse Fatigue) è un film del 1994 scritto, diretto e interpretato da Michel Blanc.
Presentato in concorso al 47º Festival di Cannes, ha vinto il premio per la miglior sceneggiatura e il Gran premio della commissione tecnica. Nonostante si tratti di un film decisamente amaro, il trailer della versione italiana faceva credere si trattasse di un film comico.

## Trama
La vita del regista Michel Blanc viene travolta in una serie di episodi a causa dell'immorale comportamento di un suo sosia che si fa passare per lui. L'unica amica che ancora gli crede, Carole Bouquet, lo aiuta nella ricerca della verità ed i due scoprono attraverso un'agenda che il suo nome è Patrick Olivier. Dopo averlo intercettato, Michel si lascia convincere da Patrick a prendersi un periodo di riposo, mentre lui lo sostituirà nei suoi impegni. Ma quando Michel cerca di tornare a casa, scopre che Patrick ha convinto tutti quanti di essere lui il vero Michel.
Disperato e non riconosciuto da nessuno, Michel finisce per entrare armato in un negozio pur di attirare l'attenzione delle autorità ma l'intervento di Carol, anche lei convinta che lui sia in realtà Patrick, manda in fumo il suo piano. Ormai rimasto solo, senza più né casa né amici né lavoro né identità, Michel incontra per strada il sosia di Philippe Noiret: pochi scambi di battute, e capisce che lui è il vero Noiret, che ha fatto la sua stessa fine sostituito da un suo sosia. I due vengono notati dal regista Roman Polański che offre loro di partecipare come comparse al film che sta girando, e loro dapprima rifiutano ma poi accettano dicendo che: «Bisogna essere pazzi per dire di no a Polanski!».

## Riconoscimenti
- 1994 - Festival di Cannes
  - Miglior sceneggiatura, Gran premio della commissione tecnica (Pitof)